# Rollo (manuscrito)

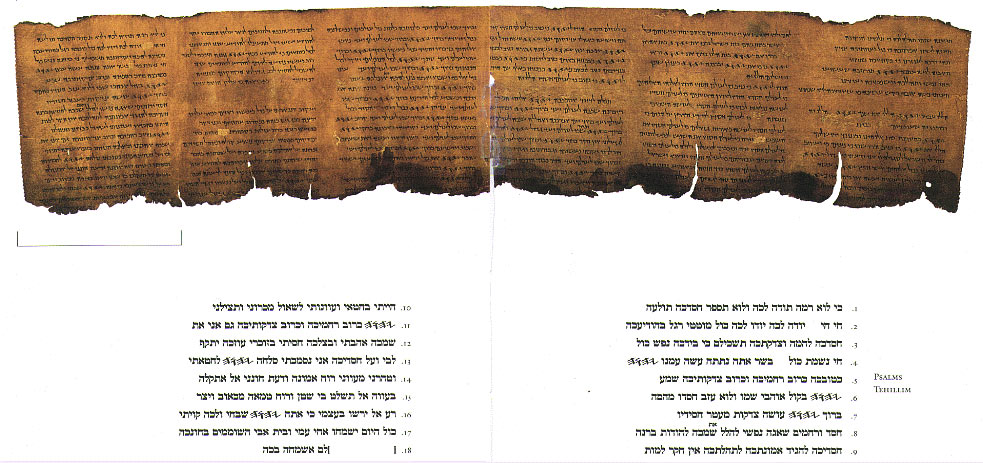
Rollo de los Salmos. Uno de los Rollos del Mar Muerto. Aprox. 100 a. C. - Soporte: Pergamino (Piel de becerro) - Formato: Volumen.

Un rollo es, en términos de manuscritos antiguos, una larga lámina, generalmente de papiro o pergamino enrollada sobre sí misma, en que se escribía antes del desarrollo de los códices que, aunque escritos al comienzo sobre estos mismos soportes, tuvieron el formato de los libros actuales. Los romanos llamaban volumen a una tira de papiro o pergamino que servía de soporte de una escritura que luego se almacenaba en forma de rollo. Las líneas de la escritura, dispuesta en columnas, discurrían en sentido paralelo al lado largo de la tira, desplegándose el rollo en forma horizontal. En el siglo IV a. C. los griegos comenzaron a utilizar un formato a 90 grados en forma tal que las líneas discurrían en forma paralela al lado corto de la tira y el rollo se desplegaba en forma vertical. A este formato se le llamó rotulus o tranversa charta.

## Características
Para manejar mejor los rollos y facilitar su almacenamiento y preservación se les pegaba al final de la última hoja un cilindro de madera, hueso o marfil (gr. omphalos, lat. umbilicus) y alrededor de él se envolvía la tira. Se unían no más de veinte hojas para formar un rollo. La primera se llamaba en griego “Protókollos”. Generalmente se escribían de un solo lado pero en muchos casos de ambos lados.
La longitud de un rollo puede tener varios metros mientras que su altura es de unos 30 a 40 centímetros. En el reverso del papiro o bien sobre un trozo de pergamino saliente se colocaba al principio de la obra el título de la misma. La primera de las hojas integrantes del volumen se llamaba protocolo y la última escatocolo.
Se estima que en la Biblioteca de Alejandría había entre 400 000 a 700 000 rollos (debe considerarse que un solo canto de la Ilíada o la Odisea ocuparía un rollo de papiro). Muchos rollos fueron rescatados en su forma primitiva al excavar las ruinas de Herculano y otros lugares. 

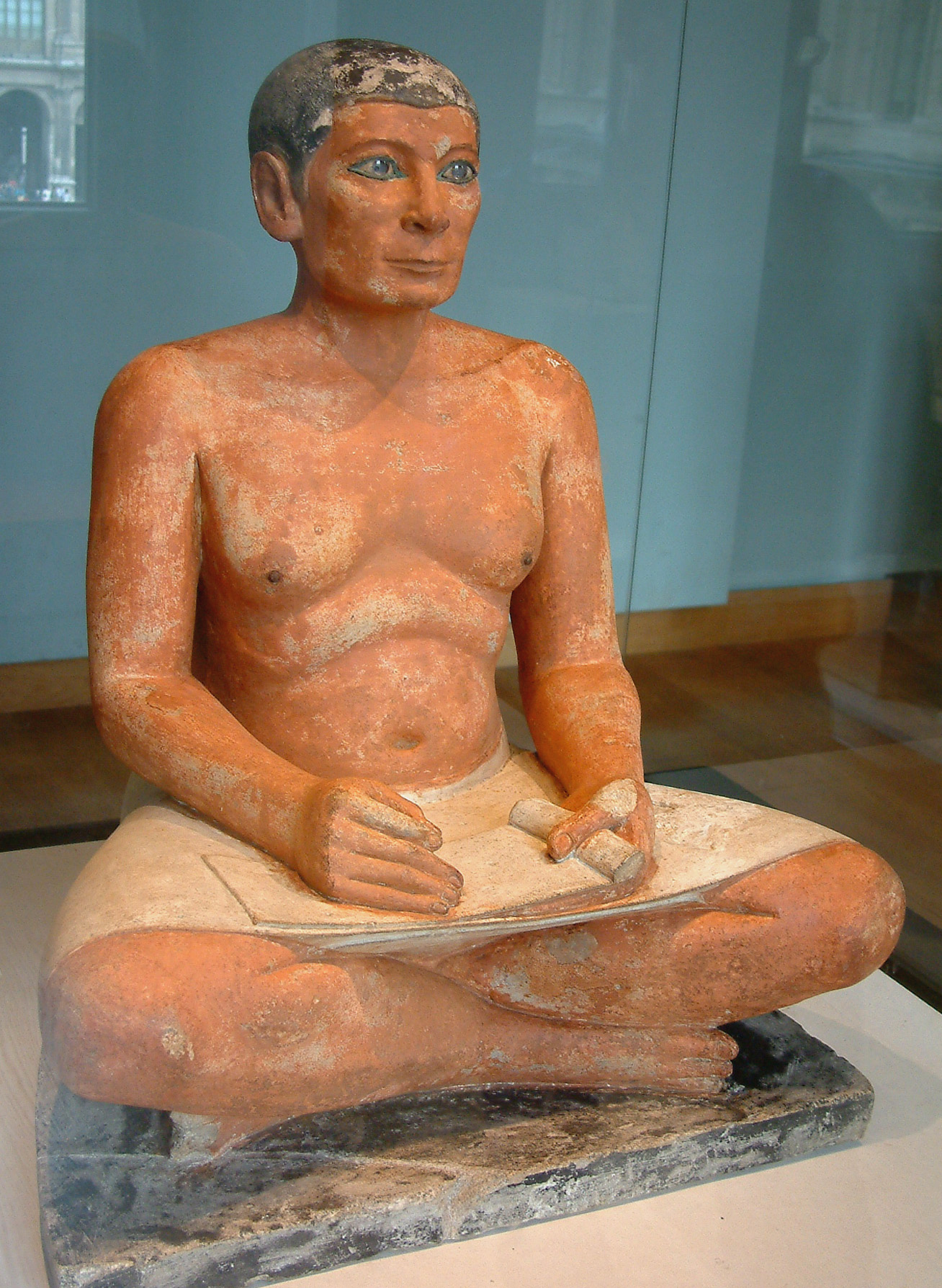
El Escriba sentado egipcio, con un rollo de papiro. Escultura en piedra caliza. Dinastía IV a V, 2600–2350 a. C.

El texto de las obras se distribuía en varios rollos, de longitud más o menos similar, y teniendo en cuenta su división por capítulos. Los textos breves se reunían en un mismo rollo. La tendencia era armar rollos de 6 o 7 metros, que formasen un cilindro de 5 a 6 cm de diámetro, cómodos para llevar en la mano.
A partir del siglo III d. C., los rollos comenzaron a ser reemplazados por los códices, aún utilizando papiro o, preferentemente pergamino. No obstante, después de esa época los rollos continuaron produciéndose en ciertos casos. El Códice de pergamino empezó a sustituir al volumen que tenía el inconveniente de que obligaba a una lectura secuencial de los diferentes textos escritos unos a continuación de los otros. El códice tenía la ventaja de que permitía hojear el libro y acceder a cualquier parte del mismo.
Mónica Izquierdo Alonso observa que, desde el punto de vista de la “textología documental”, en el “espacio documental” (espacio físico), hay dos tipos de organización: a) Continuidad, propia del rollo, y b) Discontinuidad, propia del códice y el libro convencional. Para su visualización un rollo debe ser extendido desde su principio; el códice y el libro pueden abrirse en cualquier parte (un ejemplo típico son los diccionarios con las iniciales encaladas). 
Pero esto sería un inicio de lo que marcaría el mundo de las escrituras, siendo un útil descubrimiento y desarrollo para próximas generaciones
Entre los romanos se distinguían las siguientes partes:
- Scapus. El mismo rollo.
- Umbilicus. El cilindro de madera.
- Cornua. Los extremos del anterior, salientes y torneados.

## Soportes

### Papiro

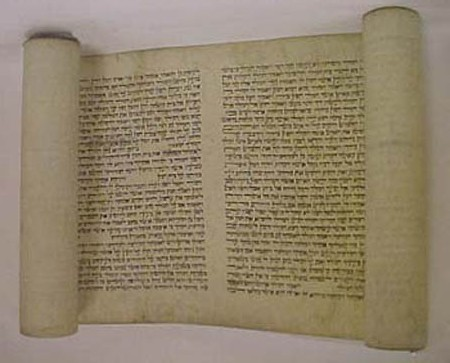
"El libro de la Reina Ester", siglos XIV-XV, Soporte: pergamino. Formato: volumen. Hebreo. Escritura sefardí cuadrada.

Tomada del egipcio antiguo per-peraâ, que significa “flor del rey” y adaptado el nombre original por los griegos bajo la forma pápyros, se acabó reservando el término býblos, que a veces coexiste con el anterior, para referirse al producto material, el rollo, una vez que había sido confeccionado. Se supone que la palabra derivó del nombre del puerto que exportaba grandes cantidades de este material: Biblos.
En el Egipto antiguo se daba forma rectangular a las hojas obtenidas y luego estas se unían por sus bordes hasta obtener una larga tira que luego se enrollaba para su mejor manipulación, tanto en la escritura como en la lectura. Como cada hoja consistía en la superposición de dos capas de tiras dispuestas perpendicularmente, las hojas para formar el rollo se unían en forma tal que pudiera escribirse en el sentido de las fibras, exceptuando las hojas de los extremos – las de mejor calidad - que se ponían a 90 grados para darle al rollo mayor consistencia. Luego se enrollaba la lámina con su escritura hacia el interior. Se pegaba en los márgenes extremos de la tira un borde de papiro para evitar que se rasgara. El soporte de papiro sólo podía conservarse en el clima seco de Egipto pues se deteriora fácilmente con la humedad del ambiente.
El papiro se fabricó por primera vez en Egipto ya en el cuarto milenio antes de cristo El rollo de papiro más antiguo fue hallado en la tumba de Hemaka, (primera dinastía), en la necrópolis de Saqqara, alrededor de 2900 a. C., pero su texto no es visible. Los rollos escritos más antiguos de que disponemos son de la cuarta dinastía y la quinta dinastía. La fuente, casi única, del vegetal que se utilizaba para los papiros estaba en el valle del Nilo, en Europa se agotó tras la invasión de los árabes en el siglo VII, después de haber sido utilizada para la confección de los volúmenes durante una treintena de siglos.
El Papiro Prisse redactado probablemente hacia el fin de la  dinastía XI es uno de los mejor conservados hallados hasta el momento y también uno de los primeros en el formato de “rollo”. Este documento fue obtenido por el orientalista francés Émile Prisse en  Tebas en 1856 y se preserva en la Biblioteca Nacional de Francia.
El rollo de papiro más largo llegado hasta nosotros mide 40,52 metros (Papyrus Harris – Museo Británico). Su texto tiene 1500 líneas. Fue redactado en escritura hierática durante el reinado de  Ramsés IV – ca. 1145 a 1155 a. C. Está dividido en 5 secciones y posee 3  ilustraciones.
Debido a la longitud normal del tallo de la planta, una hoja de 30 cm era costosa y una de 35 cm muy rara. En general un papiro de más de 23 cm de altura, era siempre algo lujoso. Esto se vinculó estrechamente con la evolución del formato del rollo.
De ser usado exclusivamente en Egipto, el uso del papiro se extendió a Grecia en el s. V a. C. y luego a occidente.

### Pergamino
Aunque los cueros y pieles fueron usados desde la antigüedad, el pergamino se comenzó a producir en Grecia alrededor del s. II a. C. Su nombre deriva de uno de sus principales centros de producción: el reino de Pérgamo. Este soporte era preferido por su durabilidad. Admitía correcciones del escriba. No podía escribirse en sus comienzos (según algunos autores) de ambos lados como a veces se hacía con rollos de papiro. Pero, y principalmente por  el costo de su producción, era frecuente que se raspara todo su texto anterior (lo que dio origen al palimpsesto) para escribir uno nuevo (aunque hay menciones de que aún los escritos de papiro se "lavaban").
Existía una calidad especial diferenciada: la vitela (en latín, vellum). La vitela se elaboraba con pieles de animales no natos o de pocas semanas. Era una piel mucho más fina, blanca, flexible y transparente. No se podía distinguir la capa hielina de la carnosa, puesto que esta estaba poco desarrollada.
Por otra parte, el papiro solo se producía en Egipto. Siendo monopolio del estado, ello ocasionaba a otros estados una dependencia, además de mantenerse alto el precio. La conquista de Egipto por los árabes (640 d. C.) interrumpió el comercio del papiro. Los rollos de pergamino se armaban cosiendo consecutivamente las tiras obtenidas en el proceso. El Pentateuco Hebreo de Bruselas (s. IX d. C) resultó de la unión de 57 pieles y su longitud es de 36.5 m.
El rollo de pergamino más largo hallado es de 9,23 m. Tiene menos de 1 décima de milímetro de espesor. Pertenece al grupo de los llamados Rollos del Mar Muerto y data aproximadamente del año 70 d. C.
El pergamino fue el soporte por excelencia a partir de los siglos III y IV, hasta la introducción del papel por los árabes en Europa a finales del siglo VIII. Después de la difusión de este, siguió siendo el material preferido para los códices miniados o iluminados durante mucho tiempo.

### Cueros y pieles

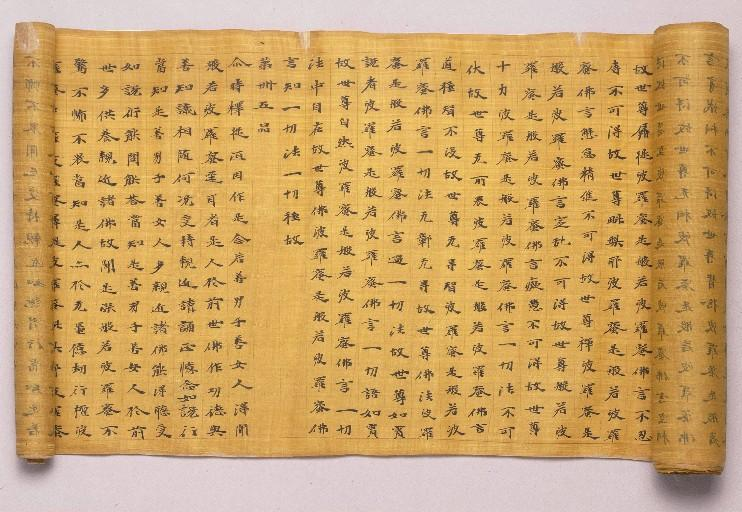
Rollo manuscrito en seda. Siglo V a. C. sutra de 'La gran virtud de la Sabiduría'. Hallado en las cuevas de Mogao.

Los cueros y pieles de animales, curtidos y tratados con procedimientos mucho más imperfectos que el que permitió elaborar el pergamino en el s. II a. C., sirvieron de soporte a la escritura desde tiempos antiguos en muchas regiones. La mención más temprana del uso de pieles como soporte se encuentra en un texto egipcio de la Dinastía IV (c. 2550 B. C.). El texto existente más antiguo en ese material data de la dinastía XII (2000-1800 B. C.) También se usaron en el cercano oriente, Irán, Irak y Turquestán. Los rollos más famosos de cuero son los hallados en Qumran en 1947 (Rollos del Mar Muerto).

### Bambú - tablillas de madera - seda (China)

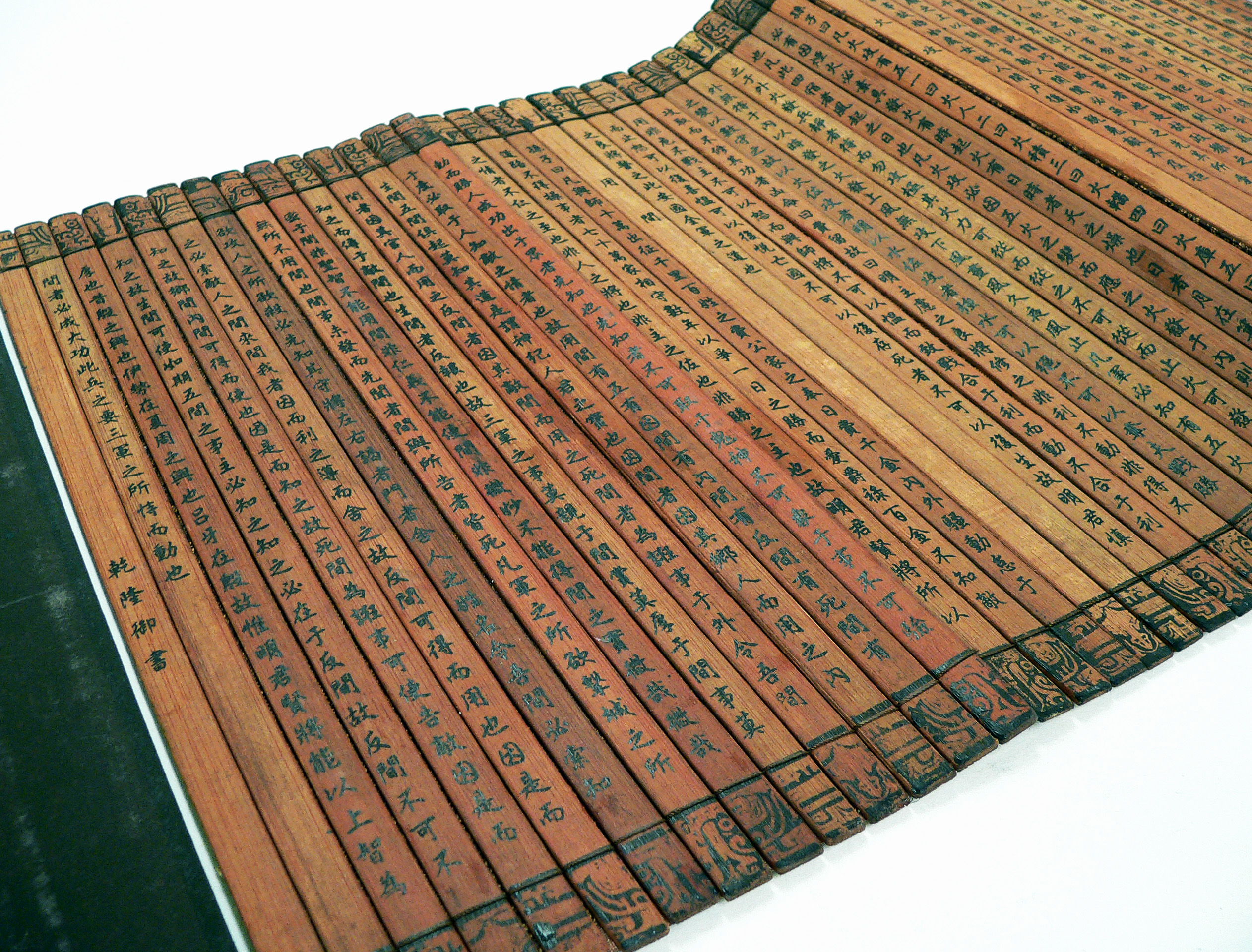
Manuscrito en rollo de bambú. Copia de El arte de la guerra de Sun Tzu.

En China, antes de la invención del papel se utilizaba la seda que luego se enrollaba, y también las tiras de bambú y tablillas de madera, unidas y acomodadas en forma de rollo.
Hasta alrededor del siglo II a. C., la escritura china se tallaba sobre superficies duras. Después las inscripciones se hacían sobre bronce y más adelante se usaron caracteres tallados en tiras estrechas de madera o bambú sujetas con correas, que eran luego enrolladas. Cuando llegó la era de la dinastía Han (206 a. C. a 220 d. C.) comenzó a utilizarse el pincel y los caracteres se escribían con tinta negra sobre rollos de seda. Para el siglo II d. C., una vez inventado el papel, los libros se escribieron en rollos de este material. Luego  comenzaron a plegarse los manuscritos en forma de acordeón en el siglo IX.

### Otros soportes
La tela de lino fue usada en el antiguo Egipto para escribir, y entre los romanos aparece también como material ‘para ciertos rituales’ (cf. Tito Livio, X, 38: liber uetus linteus, entre los samnitas, etc.). Plinio habla de ‘uolumina lintea’ para documentos privados, pues las actas públicas se hacían en plomo. El texto más largo existente en escritura etrusca (Liber Linteus), conservado en el Museo Arqueológico de Zagreb, está escrito en un rollo de lino.
Las hojas de palma como soporte de la escritura comenzaron a usarse en Asia ya en el s. V a. C. y su uso continuó hasta el siglo XIX.
Corteza de abedul: En el área de Novgorod, Rusia, los arqueólogos han desenterrado aproximadamente 1000 manuscritos, y continúan en ello. Muchos son cartas de estilo coloquial y relatos tallados en rollos de corteza de abedul. La mayoría de ellos datan entre el siglo XI y XV. Los manuscritos budistas más antiguos están grabados en rollos de corteza de abedul, y datan de los siglos I a siglo V
La arqueología en el siglo XX ha confirmado la existencia de rollos de corteza de abedul que datan probablemente del siglo XVI, utilizados por los Ojibwa, el tercer gran pueblo nativo de Norteamérica, con inscripciones de complejos modelos geométricos e imágenes utilizados como ayuda memoria.
La mayoría de los rollos hallados en Qumran eran de piel, aunque había algunos en papiro y un rollo de cobre, el único existente.
En 1979 se encontraron en una tumba en Ketef Hinnom, próximo a Jerusalén, dos rollos de plata con escrituras bíblicas.
Un rollo de plomo con la inscripción del Salmo 80, en griego, fue hallado en Rodas. No se han hallado manuscrutos en este material en el antiguo Israel, pero algunos han interpretado el término oferet (Job 19:24), "plomo", como referente a tal soporte de escritura.

## Formatos de la escritura

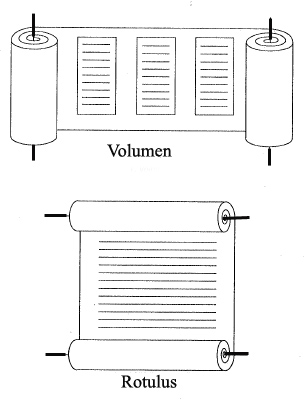

Una diferenciación fundamental se relaciona con el sentido de la lectura. Debe discernirse entre: Volumen y Rotulo (ambos términos latinos).

### Volumen
(formato horizontal, del Lat. volvere: arrollar)
La lectura era paralela al lado largo de la tira o rollo. El rollo de desplegaba horizontalmente. Este fue el formato usado casi exclusivamente, hasta aproximadamente el s. III d. C. en comenzaron a usarse los códices.
Se escribía en forma de columnas cuidadosamente alineadas que iban formando las páginas del volumen. Su lectura era bastante dificultosa, puesto que el lector sujetaba el volumen con la mano derecha y para leerlo tenía que desenrollarlo tirando con la mano izquierda al mismo tiempo que lo iba enrollando, por lo tanto, esta forma cilíndrica va a entorpecer todo tipo de consulta anterior puesto que había que desenrollarlo de nuevo e irlo enrollando del otro extremo.

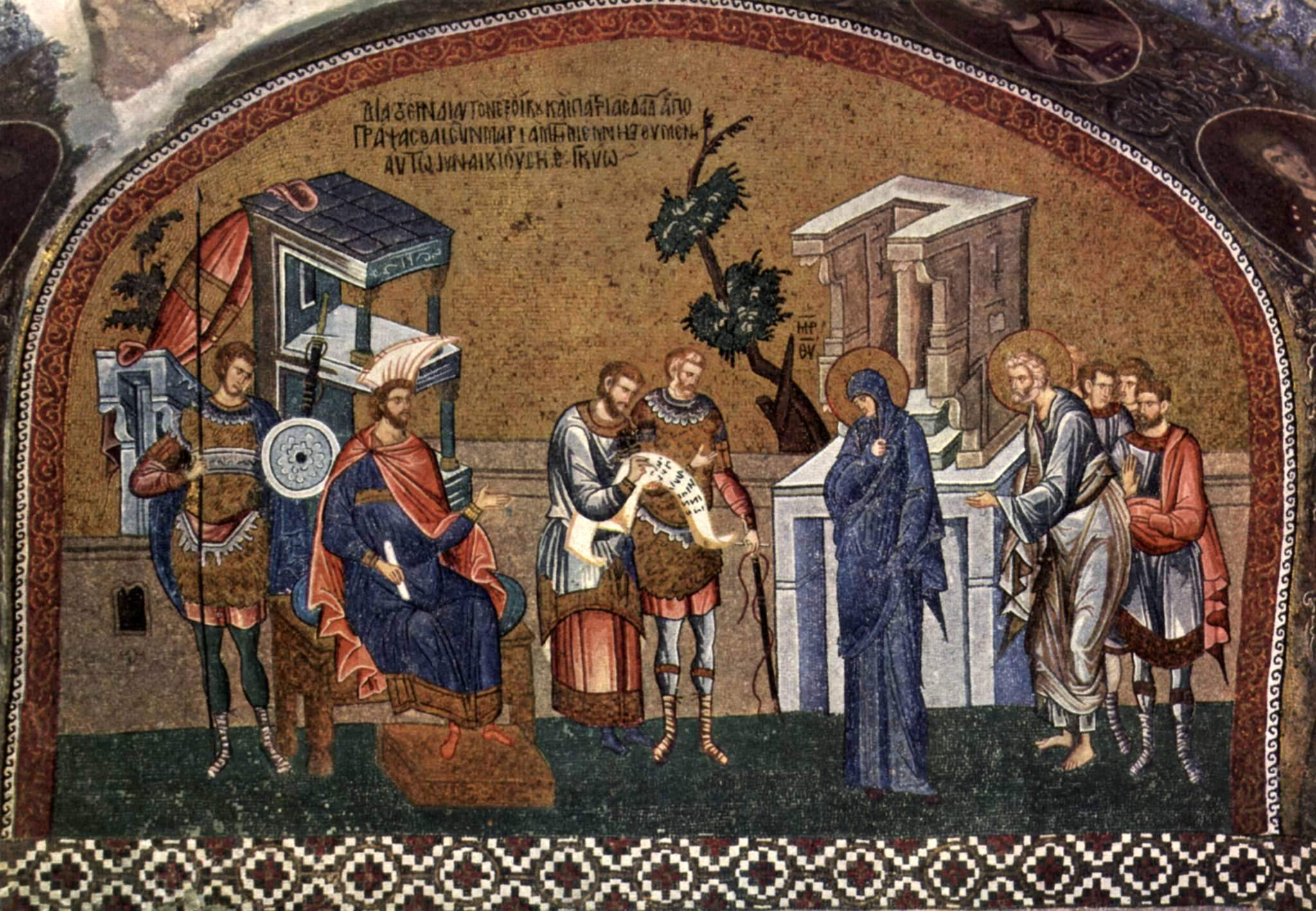
Mosaico en la iglesia de San Salvador en Chora, Estambul. 1315-20 d. C. - María y José en Jerusalén comparecen ante el gobernador romano Quirinius para el cobro de impuestos. - Un funcionario lee en el registro, en formato rotulus.

Los hebreos escribieron siempre en rollos horizontales. Continuaron con esta práctica hasta mediados del s. X. El rollo del Pentateuco es aún escrito y usado en la liturgia hebrea de nuestros días.
Puede decirse que del formato “volumen” derivó en gran medida la tecnología del “códice”. En el siglo IX comenzaron a plegarse los rollos manuscritos en forma de acordeón o biombo. La forma de lectura de un volumen tuvo su inesperada reinterpretación muy parecida (entendido de manera abstracta) a la forma de leer que se hace a través de una pantalla de ordenador a partir de 1960.
La forma de lectura de un volumen tuvo su inesperada reinterpretación muy parecida (entendido de manera abstracta) a la forma de leer que se hace a través de una pantalla de ordenador a partir de 1960. La Real Academia Española lo define como «cuerpo material de un libro encuadernado, ya contenga la obra completa, o uno o más tomos de ella, o ya lo constituyan dos o más escritos diferentes».
Conceptualmente el volumen constituye (ya desde sus comienzos) una separación física. El tomo es una división temática dentro de la obra. El volumen puede contener varios tomos, y el tomo puede hacer varios volúmenes; pero la encuadernacion separa los volúmenes, y la división de la obra distingue los tomos.

### Rotulus
(formato vertical, del Lat. rotŭlus = cilindro,  Pl. rotuli),  también denominado:  transversa charta.
La lectura era paralela al lado corto de la tira o rollo y este se desplegaba verticalmente.
Cuando Alejandro conquistó Egipto trajo consigo extensos textos de normas de gobierno, escritos en rollos de 30 cm de alto, en formato volumen, como era lo habitual. Durante el Helenismo, su transcripción fiel resultaba muy onerosa por la escasez de hojas de 30 cm. Los griegos lo resolvieron rotando 90 grados el sentido de la escritura en los rollos. Cuando los Romanos conquistaron el Egipto ptolemaico continuaron esa norma, pero aumentaron el ancho de sus documentos legales para demostrar “quién estaba a cargo”.
Aunque la lectura, y aún la escritura de rollos en formato rotulus era más cómoda en algunos casos (listas, registros - tax rolls, rollos obituarios del Medioevo, p.ej.), eran incómodos —al igual que los volumen— cuando durante la lectura o escritura, quería consultarse cualquier parte  del texto.
En el S. III d. C. la diversidad de los dos formatos cristalizó en dos grandes corrientes: la semítica y la grecorromana. La corriente semítica conservó la tradición fenicia del formato volumen (estrechas columnas como suspendidas del límite superior).
Pese a que los manuscritos más antiguos del Corán fueron escritos en su mayoría en el formato “códice”, se recuperaron algunos en rollos de pergamino en el formato “rotulus”. (Como expresión de respeto se continuó escribiéndolo sólo en pergamino hasta el siglo XIV)  Un completo manuscrito del Corán requería entre 500 y 700 pieles. Los rollos se dividían en varios tomos. La preferencia de un material más pesado y grueso y del formato vertical (rotulus) sobre el horizontal (volumen), puede haber sido dictada tanto para demostrar la mayor autoridad sobre las tradiciones Judeocristianas, como para diferenciarse de ellas..

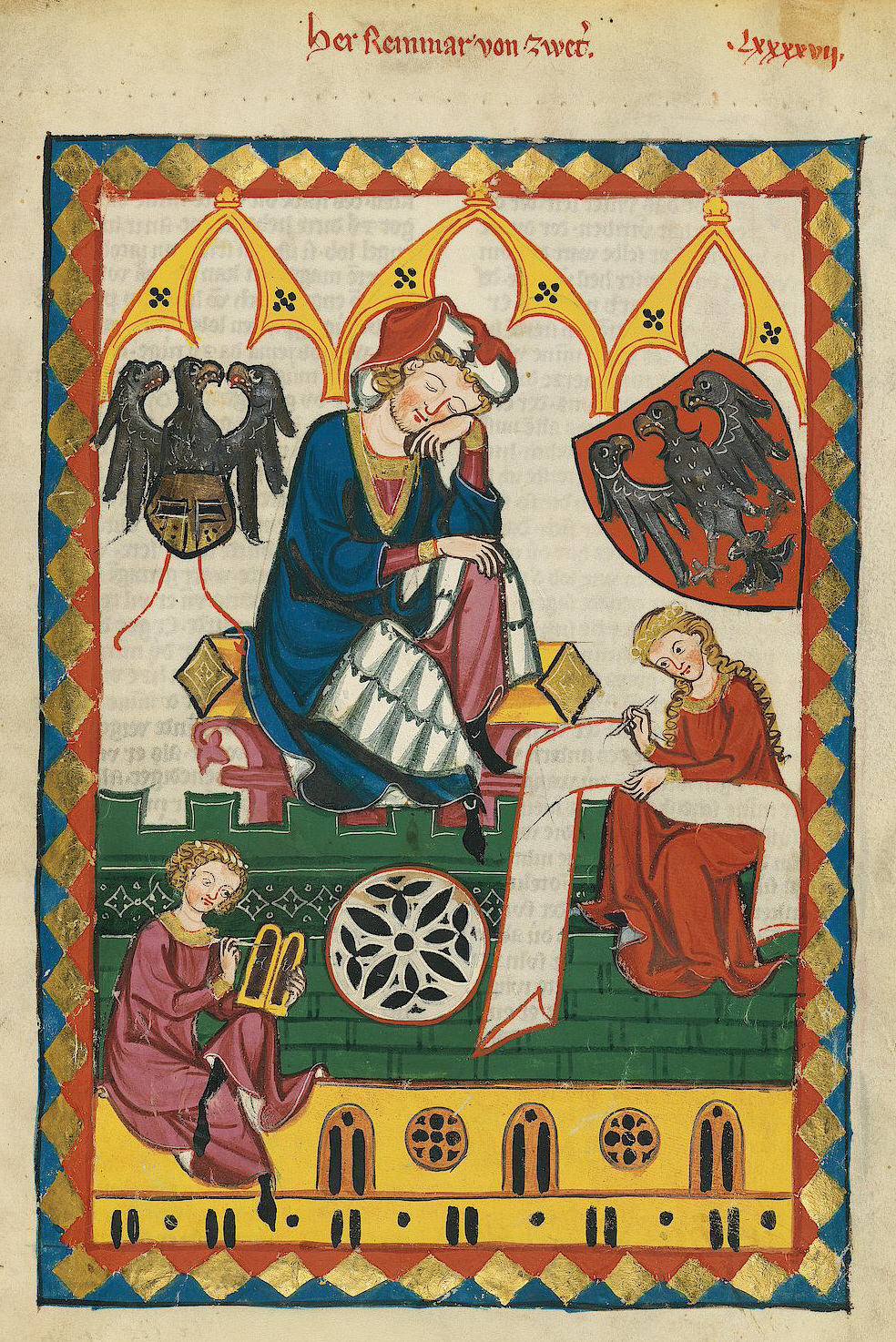
Imagen del Códice Manesse, Zúrich, 1305 - 1340 - El poeta dicta a un notario que escribe el poema en tabletas de cera. Una mujer sentada en el lado opuesto escribe en un rollo (Formato rotulus desenrollado en su regazo).

## Subsistencia del término
Después de que el rollo fuera casi totalmente remplazado por el códice, ciertos escritos y documentos se continuaron redactando en rollos, en especial en el formato rotulus. Cuando eso se dejó de hacer, en muchos casos el término subsistió para denominar tales documentos o las actividades vinculadas:
- Master of the Rolls: así se denomina aún en Inglaterra y Gales a un juez que se encuentra en tercer lugar jerárquico en la Corte Suprema. Antiguamente tenía bajo su resguardo los documentos (rolls) de la cancillería.

- Judgment roll o Decree roll: Fallo o Decreto de la Corte en la antigua Inglaterra.

- Plea rolls: Registraban todos los casos presentados en la Court of Common Pleas.

- Tax Roll: es una lista de las personas y propiedades sujetas al pago de determinado impuesto, con los montos correspondientes, con el objeto de facilitar el cobro y llevar un control. El ejemplo más antiguo es el Canon Real de Turín, un rollo de papiro que data del reinado de Ramsés II. Subsisten con tal nombre en varios países.

- Pipe rolls: a veces llamados Grandes Rollos, son una colección de registros financieros del tesoro del Reino Unido. El más antiguo data del siglo XII y su uso extendió hasta 1833, conservándose el conjunto prácticamente completo. También existe una colección en Normandía, entre 1066 y 1205, muy fragmentada. Su nombre se debe a que se los guardaba dentro de un tubo (en inglés: pipe).

- En los archivos del Reino Unido existen los Close Rolls, Patent Rolls, Fine Rolls, liberate rolls, scutage rolls, exchequer rolls, memoranda rolls, etc.[26] Cada categoría sirve a fines administrativos diferentes y son variables los detalles de sus formatos.[27][28] Estos manuscritos antiguos se guardan en Inglaterra en la Oficina de Registro Público, en la ciudad de Kew. Muchas de estas denominaciones se siguen actualmente utilizando también en Estados Unidos y otros países.

- Rollos obituarios (Lat. brevia o brevis): Anunciaban la muerte de un personaje importante y no tenían límite en su longitud; era una práctica habitual de las órdenes monásticas en la Edad Media; el portador (llamado roliger, rotulifer, bajulus, rotoli, breuiger, gerulus, etc.) llevaba el rollo de lugar en lugar, y los diversos establecimientos agregaban su propio reconocimiento, a veces en forma poética o pidiendo por sus propias almas. Su extensión aumentaba con el viaje, alcanzando a veces longitudes considerables. El “Rollo de Matilda”, hija de Guillermo el Conquistador y abadesa de La Trinidad de Caen, era mayor de 20 metros. Desafortunadamente fue destruido en la Revolución francesa. En muchos casos se le iban agregando hojas y cambiaban los escribas y, consecuentemente, los tipos  de escritura.[29] La literatura da cuenta de ellos desde el S. VIII, pero los más antiguos recuperados datan de la segunda mitad del S. X.[30][31]

- Himnos religiosos: Tales como los usados para cantar el Exultet.

- Rollos de la Torah: Contienen el Pentateuco. En las sinagogas, los rollos están en formato volumen, como es la tradición hebrea, y son sacados semanalmente para su lectura..

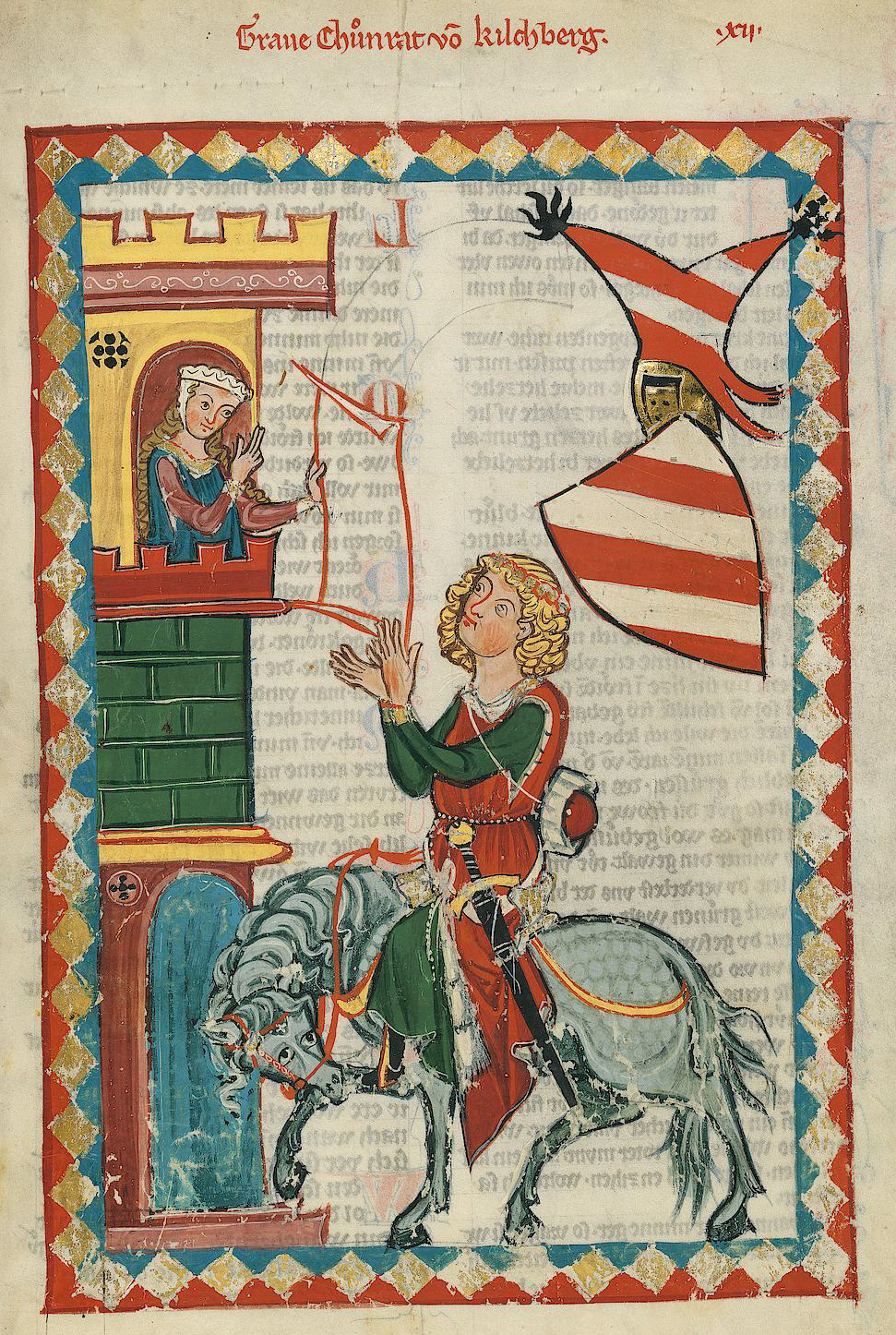
Imagen del Códice Manesse, Zúrich, 1305 - 1340. Trovador alemán (minnesänger) ofreciendo un poema (formato:rotulus) a su amada.

## Rastros en la Etimología
Buscando el término rol, vemos en el Diccionario de la RAE:
(Del cat. rol, y este del lat. rotŭlus, cilindro).
1. m. Rolde o rollo.
2. m. lista (‖ enumeración).
3. m. Mar. Licencia que da el comandante de una provincia marítima al capitán o patrón de un buque, y en la cual consta la lista de la marinería que lleva.
.........
1. m. papel (‖ función que alguien o algo cumple).
.........
- El término rol viene del soporte material, el rollo. Frecuentemente en diversas culturas, una larga lista que originalmente tenía un rollo como soporte, derivó en el término rol. En el caso 3, es tradicional en el vocabulario marítimo hablar del "rol de la tripulación", pues antiguamente la lista de los oficiales y tripulantes se escribía en un rollo (formato rotulus), y los marineros se enrolan en la tripulación. Para desempeñar su papel, los actores de teatro en el Medioevo llevaban un "rollo" como ayuda memoria para sus representaciones. De allí deriva el término "rol" del actor. .

- En el WordReference.com English-Spanish Dictionary vemos que el término scroll que designa en inglés al rollo manuscrito, se usa para designar en computación a la acción de hacer avanzar o retroceder verticalmente el texto en la pantalla de una computadora, como se hacía con un rotulus.